# Шверин фон Шваненфельд, Ульрих Вильгельм фон
Граф Ульрих Вильгельм Шверин фон Шваненфельд (нем. Ulrich Wilhelm Graf Schwerin von Schwanenfeld; 21 декабря 1902, Копенгаген — 8 сентября 1944, тюрьма Плётцензее, Берлин) — немецкий землевладелец и офицер вермахта, участник заговора 20 июля.

## Биография
Выходец из рода графов фон Шверин.

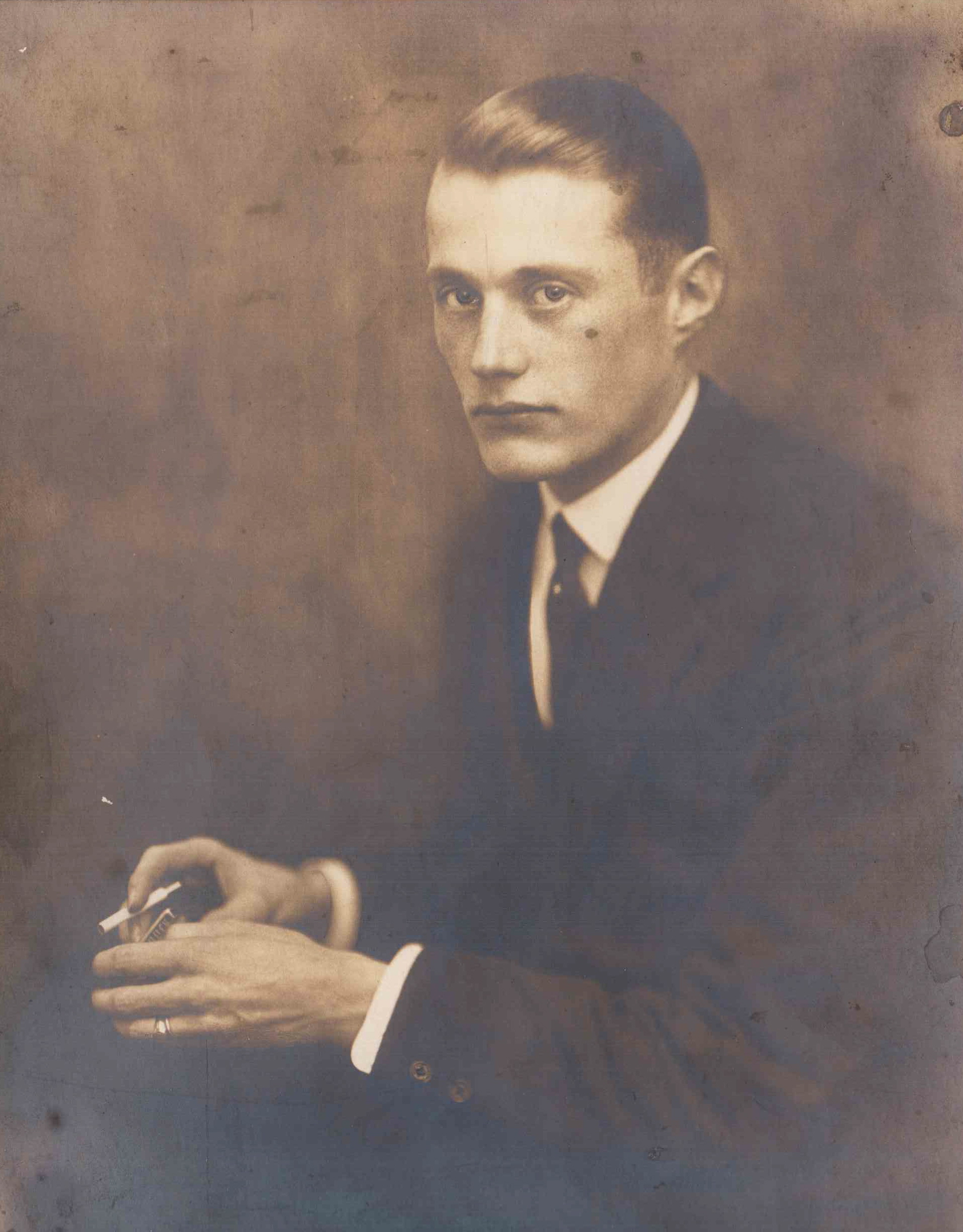
Ульрих Вильгельм Шверин фон Шваненфельд. 1927

Родился в 1902 году в Копенгагене в семье дипломата графа Ульриха  фон Шверина (1864—1930) и Фриды фон Бетман-Гольвег, двоюродной сестры рейхсканцлера Германской империи в 1909—1917 годах Теобальда фон Бетмана-Гольвега. Всё детство провёл за границей вместе с родителями. 
В двенадцатилетнем возрасте переехал в Дрезден, изучал агрономию в Мюнхенском техническом университете. Став свидетелем Пивного путча 1923 года, пришёл к выводу, что нацистская идеология противоречит его христианским убеждениям, а к 1935 году окончательно пришёл к мысли о том, что Адольф Гитлер должен быть либо убит, либо отстранён от власти.
С 1938 года поддерживал контакты с членами кружка Крейзау, в 1939 году призван в армию и приписан к штабу генерала-фельдмаршала Эрвина фон Вицлебена, с 1942 года служил в Утрехте, пока в марте 1943 года генерал-майор Остер не перевёл его на службу в абвер.
Принимал участие в заговоре 20 июля, несмотря на то, что считал шансы на успех минимальными; арестован в ночь на 21 июля в здании ОКВ, 21 августа был приговорён Народной судебной палатой к повешению. На суде, постоянно прерываемый Фрейслером, граф объяснил свою позицию «неприятием многих убийств в Германии и за рубежом». Повешен в тюрьме Плётцензее 8 сентября, похоронен на берлинском Далемском лесном кладбище.